# Madison County (Florida)
Das Madison County ist ein County im Bundesstaat Florida der Vereinigten Staaten. Der Verwaltungssitz (County Seat) ist Madison.

## Geschichte
Das Madison County wurde am 26. Dezember 1827 gebildet. Benannt wurde es nach James Madison, dem 4. Präsident der Vereinigten Staaten. Seine Amtszeit war von 1809 bis 1817.
Das County gehörte bis zum 28. August 2012 zu den Dry Countys, was bedeutet, dass der Verkauf von Alkohol eingeschränkt oder verboten war.

## Geographie
Das County hat eine Fläche von 1854 Quadratkilometern, wovon 62 Quadratkilometer Wasserfläche sind. Es grenzt im Uhrzeigersinn an folgende Countys: Hamilton County, Suwannee County, Lafayette County, Taylor County und Jefferson County.

## Demografische Daten

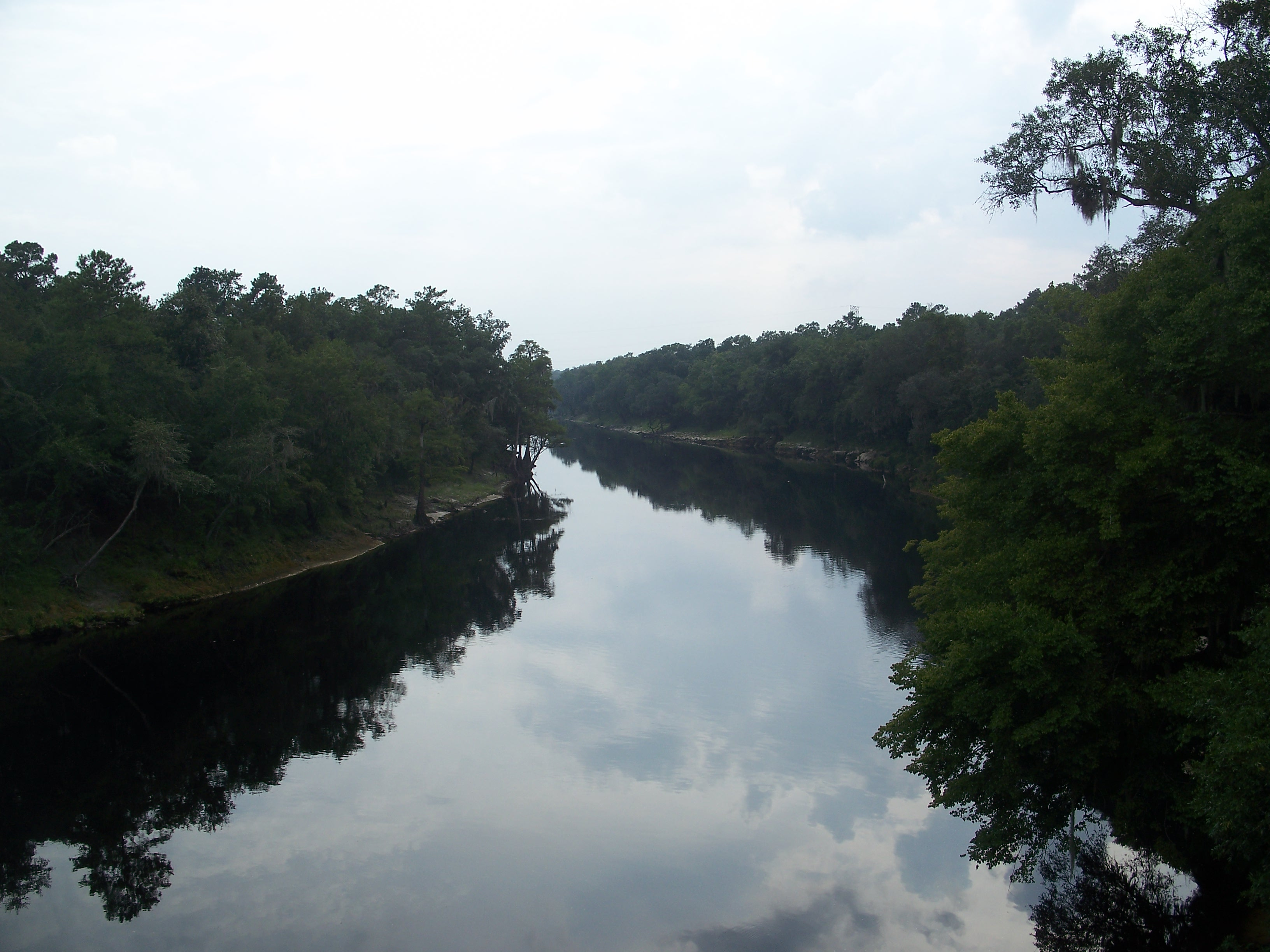
Der Suwannee River im Westen des Countys

Nach der Volkszählung im Jahr 2010 lebten im Madison County 19.224 Menschen in 8.457 Haushalten. Die Bevölkerungsdichte betrug 10,7 Einwohner pro Quadratkilometer. Ethnisch betrachtet setzte sich die Bevölkerung zusammen aus 57,6 % Weißen, 38,8 % Afroamerikanern, 0,5 % Indianern und 0,2 % Asian Americans. 1,6 % waren Angehörige anderer Ethnien und 1,3 % verschiedener Ethnien. 4,7 % der Bevölkerung bestand aus Hispanics oder Latinos.
Im Jahr 2010 lebten in 31,0 % aller Haushalte Kinder unter 18 Jahren sowie 30,8 % aller Haushalte Personen mit mindestens 65 Jahren. 68,4 % der Haushalte waren Familienhaushalte (bestehend aus verheirateten Paaren mit oder ohne Nachkommen bzw. einem Elternteil mit Nachkomme). Die durchschnittliche Größe eines Haushalts lag bei 2,48 Personen und die durchschnittliche Familiengröße bei 3,00 Personen.
24,6 % der Bevölkerung waren jünger als 20 Jahre, 25,2 % waren 20 bis 39 Jahre alt, 27,8 % waren 40 bis 59 Jahre alt und 22,5 % waren mindestens 60 Jahre alt. Das mittlere Alter betrug 40 Jahre. 52,2 % der Bevölkerung waren männlich und 47,5 % weiblich.
Das jährliche Durchschnittseinkommen eines Haushalts betrug 34.361 USD, dabei lebten 21,6 % der Bevölkerung unter der Armutsgrenze.
Im Jahr 2010 war englisch die Muttersprache von 93,63 % der Bevölkerung, spanisch sprachen 4,77 % und 1,60 % hatten eine andere Muttersprache.

## Kultur und Sehenswürdigkeiten

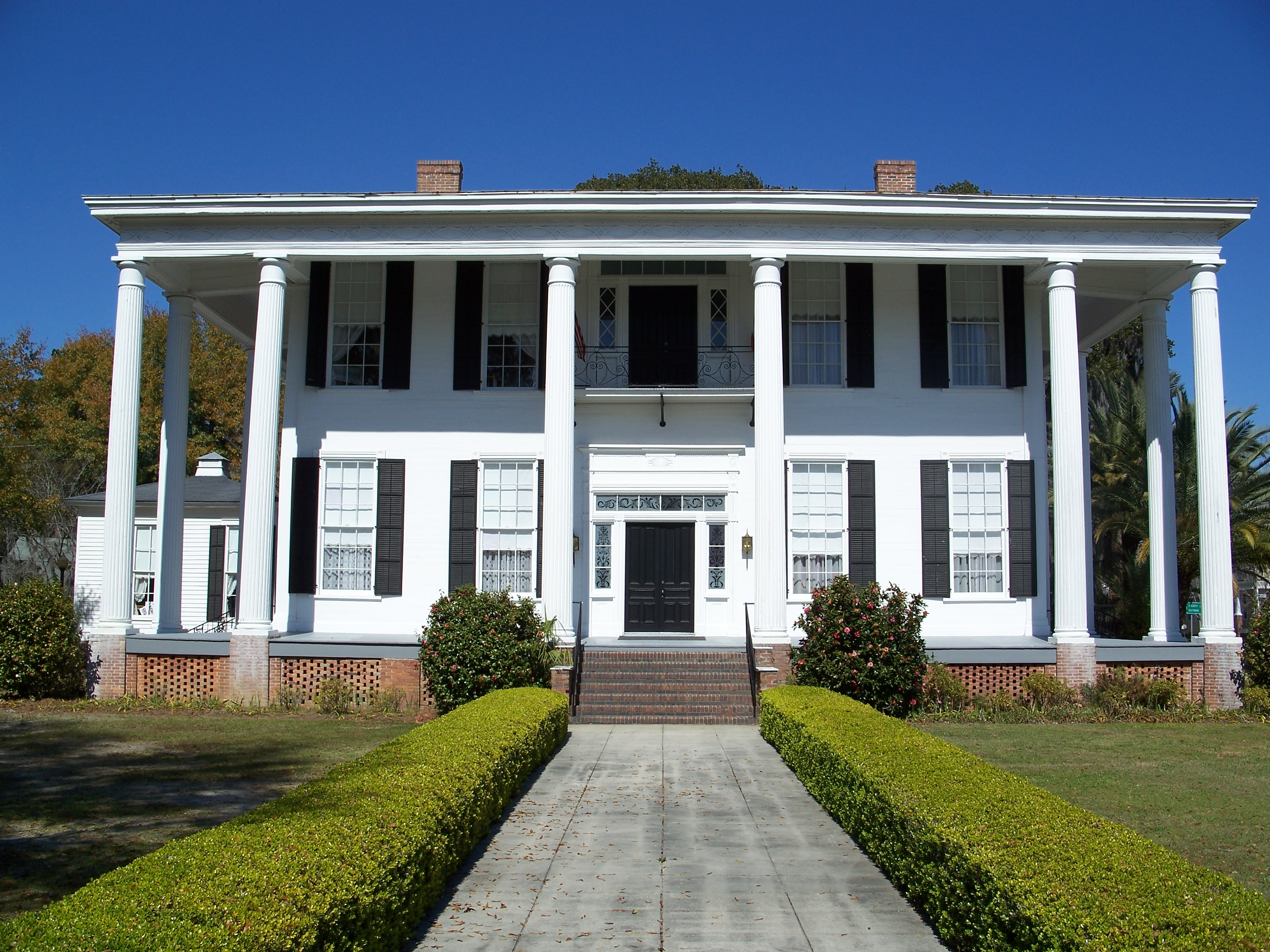
Wardlaw-Smith House (2007). Die um 1860 erbaute Residenz ist seit 1988 Teil der des North Florida College. Das Wardlaw-Smith House wurde im Juni 1972 als erstes Objekt des County in das NRHP eingetragen.

Acht Bauwerke im Madison County sind im National Register of Historic Places („Nationales Verzeichnis historischer Orte“; NRHP) eingetragen (Stand 3. Februar 2023), darunter ein Hotel und zwei Kirchen.

## Weiterführende Bildungseinrichtungen
- North Florida Community College in Madison

## Orte im Madison County
Orte im Madison County mit Einwohnerzahlen der Volkszählung von 2010:
City:
- Madison (County Seat) – 2.843 Einwohner

Towns:
- Greenville – 843 Einwohner
- Lee – 352 Einwohner